# Elżbieta Szafraniec
Elżbieta Szafraniec (ur. 31 października 1896, zm. 29 lipca 1978) – Polka, Sprawiedliwa wśród Narodów Świata.

## Życiorys
Równolegle do początków likwidacji gett przez Niemców w okolicy Radomia, jesienią 1942 r. razem z mężem Leonem Szafrańcem Elżebita ukryła w swoim gospodarstwie w Ratajach w województwie kieleckim Żydów zbiegłych z getta w Pacanowie. Byli to Moses i Barbara Wolfowiczowie pochodzący z Dąbrowy Tarnowskiej. Później przyjęła też uciekających z transportu do Treblinki brata Mosesa, Fałka Wolfowicza, oraz Hermana Kleinplatza, który przed wybuchem wojny prowadził gospodarstwo rolne w tej samej wiosce. W 1943 r. otrzymała pogróżkę z groźbą śmierci swojej rodziny i ukrywanych osób w przypadku niezapłacenia 100 tys. zł. W obawie przed prawdziwością pogróżki syn Elżbiety Władysław przetransportował Żydów do specjalnie przygotowanej kryjówki w lesie. W czasie okupacji Szafrańcowie ukrywali i pomagali również Natanowi i Hermanowi Frejmanom oraz małżeństwu Fossów: Janinie i Karolowi. Dzięki pomocy Szafrańców wojnę przetrwało 9 Żydów. Po ustaniu działań wojennych Herman Kleinplatz wyemigrował do USA. Rodzina Wolfowiczów wróciła do Dąbrowy Tarnowskiej, skąd przeniosła się w 1958 do Izraela.
Elżbieta Szafraniec została odznaczona 23 lutego 1984 r. medalem Sprawiedliwej wśród Narodów Świata. Tytuł ten został również przyznany jej mężowi, a później w 1987 r. synowi Władysławowi. 